# 赖加奇
赖加奇（Raigachhi），是印度西孟加拉邦North Twentyfour Parganas县的一个城镇。总人口6728（2001年）。

## 人口
该地2001年总人口6728人，其中男性3445人，女性3283人；0—6岁人口1074人，其中男549人，女525人；识字率55.10%，其中男性为58.06%，女性为52.00%。